# Ralph Teetor
Ralph Teetor (né le 17 août 1890 à Hagerstown, Indiana et mort le 15 février 1982) est un inventeur et mécanicien américain. Aveugle dès son plus jeune âge, il est l'inventeur du régulateur de vitesse. Également, il a longtemps été le président de The Perfect Circle Co., une entreprise qui fabriquait des pièces automobiles, notamment des rondelles d'étanchéité pour pistons.

## Biographie
À l'âge de cinq ans, il devient aveugle à la suite d'un accident.
En 1912, il est diplômé de l'Université de Pennsylvanie, ce qui surprend les responsables administratifs, car ceux-ci croyaient qu'il ne pourrait accomplir les travaux exigés.
Grâce à sa cécité, son sens du toucher est très supérieur à celui de la plupart des gens. C'est cette faculté qui lui permet de développer une technique pour équilibrer les rotors des moteurs à vapeur utilisés dans les destroyers américains. L'équilibrage dynamique de grosses pièces mobiles avait déconcerté plusieurs ingénieurs avant que Teetor n'y apporte une solution définitive.
Un jour, alors qu'il voyage en voiture avec son avocat, Teetor est ennuyé par sa façon de conduire. En effet, lorsque son avocat parle, il décélère, alors que lorsqu'il écoute, il accélère. Cela cause un tel inconfort chez Teetor qu'il décide de développer ce qui est appelé de nos jours le régulateur de vitesse.
En 1945, après 10 années de réflexions et d'essais, Teetor reçoit son premier brevet pour un régulateur de vitesse. Les premiers noms utilisés pour le désigner sont (en) Controlmatic, (en) Touchomatic, (en) Pressomatic et (en) Speedostat, pour être aujourd'hui appelé (en) Cruise Control ou régulateur de vitesse. Il faudra attendre 1958 pour que Chrysler l'introduise commercialement dans son véhicule haut-de-gamme Chrysler Imperial. En 1960, tous les modèles Cadillac en sont équipés.
Parmi ses autres inventions, citons une tondeuse à gazon motorisée, une serrure et un appareil pour tenir les cannes à pêche.
Malgré son handicap, dont il ne parlait jamais, Teetor est devenu un inventeur, un gestionnaire et un entrepreneur à succès.
Il est intronisé à titre posthume au Automotive Hall of Fame à Dearborn, Michigan en 1988 pour ses nombreuses contributions à l'industrie automobile.